# Phare d'Harwich (Low)
Le phare d'Harwich (Low) est un phare situé sur la promenade nord du port d'Harwich, dans le comté d'Essex en Angleterre. Appartenant désormais à la ville, il a été transformé en musée maritime.
Ce phare fut géré par la Trinity House Lighthouse Service de Londres, l'organisation de l'aide maritime des côtes de l'Angleterre.

## Histoire
Au moins trois paires de phares ont été construits au cours des derniers siècles avec des feux directionnels pour aider à la navigation des navires entrant dans le port d'Harwich. La première paire était constituée de structures en bois: le High Light (lumière haute) se dressait au sommet de la Old Town Gate), tandis que le Low Light (lumière basse) se trouvait sur la plage. Les deux fonctionnaient au charbon.
En 1818, ils ont été remplacés par des structures en pierre, conçues par John Rennie Senior, qu'on peut encore voir aujourd'hui. Désaffectées en 1863, ils ne fonctionnent plus comme phare : l'un abrite le musée maritime de la ville, l'autre récemment converti en musée depuis 2015. Ils étaient la propriété du général Rebow de Wivenhoe Park, qui touchait une taxe calculée sur les cargaisons entrant dans le port pour l'entretien des phares. En 1836, ils ont été rachetés par Trinity House, mais en 1863 ils furent déclarés redondants en raison d'un changement de position du chenal utilisé par les navires entrant et sortant du port, causé par les sables mouvants.
Ils furent à leur tour remplacés par une paire de phare en fonte à Dovercourt, à proximité. Ceux-ci sont encore en place, mais ils ont été désaffectés, encore une fois en raison du déplacement du chenal, en 1917.

### Phare d'Harwich Low
C'est une tour cylindrique de 9 m de haut, à neuf côtés, de 3 étages avec galerie. Le feu émettait par une fenêtre. L'édifice est peint blanc. Le phare a été désactivé en 1863 par Trinity House. Il fonctionnait en feu directionnel avec le phare d'Harwich (High).
Le phare a été transféré au Conseil municipal d'Harwich en 1909, mais la Trinity House l'a utilisé temporairement de 1970 à 1974 comme station pilote. Depuis 1980, il abrite un petit musée maritime.
Identifiant : ARLHS : ENG-092 .